# Siegfried Rundel

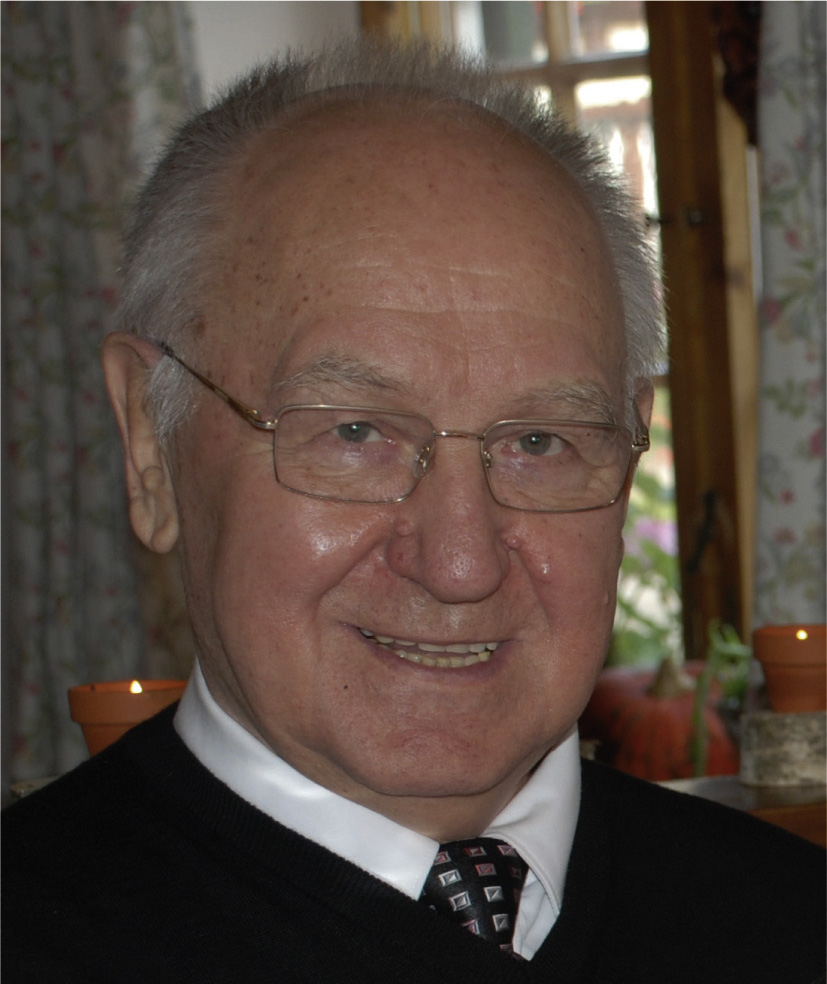
Siegfried Rundel (2009)

Siegfried Rundel (* 27. April 1940 in Bußmannshausen; † 9. April 2009 in Memmingen) war ein deutscher Komponist, Arrangeur und Musikverleger.

## Leben
Siegfried Rundel spielte als Jugendlicher Posaune im Musikverein Bußmannshausen und versuchte sich an ersten eigenen Kompositionen und Arrangements. Zu seinen Lehrern gehörten Hans Felix Husadel, Gustav Lotterer und Hellmut Haase-Altendorf. Er lernte den Beruf des Werkzeugmachers und bildete sich als Komponist und Dirigent weiter. 1961 wurde ihm die Dirigentenstelle beim örtlichen Blasorchester in Rot an der Rot angeboten und wenige Jahre darauf folgten parallel dazu die Dirigentenstellen in Baltringen und Ummendorf. Später wurde er Kreisverbandsjugendleiter im Blasmusik-Kreisverband Biberach sowie stellvertretender Kreisdirigent.
1964 gründete Rundel einen Musikverlag in Rot an der Rot, zunächst nebenberuflich und überwiegend als Notenvertrieb. 1968 machte er die verlegerische Tätigkeit zu seinem Hauptberuf.
Rundel schrieb über 40 Eigenkompositionen und 200 Arrangements überwiegend im Bereich der volkstümlichen und unterhaltenden Musik. Er legte Wert auf den Klang weit mensurierter Blasinstrumente und instrumentierte unabhängig vom Genre vor allem für solche Besetzungen.

## Musikverlag Rundel
Siegfried Rundel sah einen Mangel an spielbarer Literatur für ländliche Blasorchester. Deshalb bearbeitete und veröffentlichte er ab 1969 Werke für Laienblasorchester. In der Folge erschienen auch Werke von Hans Hartwig und Walter Tuschla, später auch Franz Watz, Kurt Gäble, Manfred Schneider, Albert Loritz und Kees Vlak in seinem Verlag. Nach dem Fall der Mauer gab er auch Werke von Autoren der ehemaligen DDR wie Josef Bönisch, Klaus-Peter Bruchmann und Siegmund Goldhammer und tschechischer Autoren heraus, wie Zdeněk Lukáš, Karel Bělohoubek, Evžen Zámečník und Pavel Staněk. Im Jahr 2001 übergab er die Geschäftsleitung des Musik-Verlages an seine Söhne Thomas und Stefan Rundel.

## Werke
- Annafest-Polka
- Ascona
- Biberacher Kreismarsch
- Blasmusik macht Laune
- Blütenwalzer
- Crans Montana
- Die fesche Toni
- Fuhrmannsmarsch
- Ein Haus voll Glorie schauet
- Ein wunderschöner Tag
- Eine Polka für dich
- Ferienfahrt
- Fesche Jugend
- Finkel's Blasmusik
- Flott voran
- Freundschaftsklänge
- Für meine Freunde
- Gott zur Ehre
- Gschpielt und bloasa (Heft 1)
- Heut sind wir fidel
- In Harmonie vereint
- Ins Land hinaus
- Marcia festiva
- Melodie und Harmonie
- Musikantengruß
- Musikantentreffen
- Saluto Lugano
- San Angelo
- Schloß Horneburg
- So klingt's aus Stadt und Land
- Telstar
- Tip Top Marsch-Serie
- Unser Schwabenland
- Unsere Schönste
- Unterm Kirschbaum
- Urlaubsfreuden
- Vier Choräle für Bläser
- Vier leichte Choräle für Trauerfeierlichkeiten
- Von der Alb zur Donau
- Wir grüßen mit Musik
- Zwei Herzen

## Arrangements
- Böhmischer Traum (Polka), Komponist Norbert Gälle (DNB 357590635)
- Der alte Schäfer (Walzerlied), Komponist Peter Schad (DNB 35117351X)
- Ein Denkmal für die Blasmusik (Polka), Komponist Michael Kuhn (DNB 358145104)
- Morgenblüten (Polka) [Kmotřenka], Komponist Antonín Žváček (DNB 357463250)
- Slavonická Polka (Polka), Komponist Vladimír Fuka (DNB 354293621)
- Wir Freunde feiern böhmisch (Polka), Komponist Marc Winterhalder (DNB 359330835)
- Bist du bei mir (Johann Sebastian Bach zugeschrieben, doch von Gottfried Heinrich Stölzel)